# ماركو باجاريتش
ماركو باجاريتش (بالكرواتية: Marko Bagarić)‏ مواليد 31 ديسمبر 1985، هو لاعب كرة يد كرواتي قطري يلعب كظهير أيسر. مثل منتخب قطر لكرة اليد. شارك في دورة الألعاب الأولمبية الصيفية سنة 2016.

## سجل المنافسة
شارك في البطولات التالية:
- الألعاب الأولمبية الصيفية 2016

## روابط خارجية
- ماركو باجاريتش على موقع أوليمبيديا (الإنجليزية)